# یامائوچی تویونوری
یامائوچی تویونوری (به ژاپنی: 山内豊範 Yamauchi Toyonori); ۱۲ مهٔ ۱۸۴۶ – ۱۳ ژوئیهٔ ۱۸۸۶) سامورایی شانزدهمین و آخرین ارباب ولایت توسا، فرزند یامائوچی تویوسوکه (دوازدهمین رهبر خاندان توسایامائوچی) اهل ژاپن بود. 